# Magyar Mezőgazdaság Kft.
A Magyar Mezőgazdaság Kiadó Sajtó Reklám Propaganda Kft. (röviden: Magyar Mezőgazdaság Kft.) 1991 decemberében Budapesten alakult meg, jelenleg 13 szaklap jelenik meg gondozásában.

## Története
A többségében újságírókból álló gazdasági társaság a Magyar Mezőgazdaság című agrárgazdasági hetilap és a Kerti Kalendárium című havilap kiadásával kezdte meg tevékenységét. Az első két év sikeres kiadói munkája után csatlakozott a kiadóhoz még négy mezőgazdasági szaklap: az ország egyetlen kertészeti hetilapja, a Kertészet és Szőlészet, a havonta megjelenő Kistermelők Lapja, a Kertbarát Magazin, valamint a Méhészet című újság. Az akkor már hat rendszeresen megjelenő, postai terjesztésben lévő mezőgazdasági lap gondozásával a Magyar Mezőgazdaság Kft. az ország legnagyobb agrárszaklap-kiadója lett. A vállalkozás az elmúlt évek alatt növelte terméklistáját, így mostanra 13 rendszeresen megjelenő szaklap és 18 melléklet a teljes vertikum.
A Magyar Mezőgazdaság Kft. kiadásában jelenik meg: Magyar Mezőgazdaság, Kerti Kalendárium, Kertészet és Szőlészet, Kistermelők Lapja, Kertbarát Magazin, Méhészet, MMG Gép Piac, Borászati Füzetek, Dísznövény Kereskedelem, Állattenyésztés, A mi erdőnk, TÁM, Pegazus.